# Prix national d'architecture
Le prix national d'architecture (finnois : Arkkitehtuurin valtionpalkinto) (anciennement prix d'État pour l'Architecture et l'Urbanisme et prix d'État pour la Construction) est décerné chaque année par le Taiteen edistämiskeskus. 

## Description
En 2015, le montant du prix est 13 500 euros.

## Lauréats

### Prix d'État pour l'Architecture et l'Urbanisme
Liste non exhaustive.
- 1975 Simo Järvinen et Eero Valjakka[2]
- 1976 Timo Penttilä[3]
- 1979 Matti K. Mäkinen[4]
- 1980 Marja Heikkilä-Kauppinen, Mauno Nousiainen et Olli Penttilä[5]
- 1982 Juha Leiviskä[6]
- 1984 Heikki Taskinen[7]
- 1986 Kari Järvinen[8]
- 1987 Kari Raimoranta[9]
- 1990 Ola Laiho[10]
- 1991 Käpy ja Simo Paavilainen[11]

### Prix d'État pour l'Art
- 1999 Arto Sipinen[12]
- 2000 Lapin rakennusperintö ry[13]
- 2001 Kaarina Löfström[14]
- 2002 Markku Erholtz, Pentti Kareoja, Heljä Herranen et Hannu Huttunen[15]
- 2003 Eero Hyvämäki, Jukka Karhunen et Risto Parkkinen[16]
- 2004 Kirsti Sivén[17]
- 2005 Reijo Jallinoja[18]
- 2006 Pekka Helin [19]
- 2007  Asmo Jaaksi, Teemu Kurkela, Samuli Miettinen et Juha Mäki-Jyllilä[20]
- 2008 Aaro Artto, Teemu Palo, Yrjö Rossi et Hannu Tikka[21]
- 2009 Tuomo Siitonen[22]
- 2010 Lars Hagman[23]
- 2011 Anna Brunow et Juhani Maunula[24]
- 2012 Juho Grönholm, Antti Nousjoki, Janne Teräsvirta et Samuli Woolston Kilden[25]

### Prix d'État pour l'Architecture
- 2013  Selina Anttinen et Vesa Oiva[26]
- 2014 Tapani Mustonen[27]
- 2015  Väinö Nikkilä, Jussi Palva, Riina Palva et Ilkka Salminen[28]
- 2016 Arkkitehtitoimisto Livady [29]
- 2017  Anssi Lassila[30]